# Cymatogaster aggregata
Cymatogaster aggregata ist ein Fisch aus der Familie der Brandungsbarsche (Embiotocidae). Er lebt an den Felsküsten und den Tangwäldern des nordöstlichen Pazifik von der Wrangell-Insel an der Küste des südlichen Alaskas bis zur Bahia San Quintin im nördlichen Niederkalifornien. Die Fische halten sich vor allem in ruhigem, flachen Wasser, in Seegraswiesen, Buchten und Häfen auf und schwimmen auch in Brack- und Süßwasser. Sie leben in kleinen Schwärmen. In seinem Verbreitungsgebiet ist Cymatogaster aggregata der häufigste Brandungsbarsch.

## Merkmale
Die Fische werden höchstens 18 bis 20 cm lang, erreichen meist aber nur 10 bis 13 cm. Sie werden 9 Jahre alt. Sie sind silberfarben, der Rücken grünlich oder dunkel. Auf den Seiten befinden sich acht Schuppenreihen mit kleinen schwarzen Punkten. Vor allem bei Weibchen werden die Streifen oft von drei hellgelben senkrechten Streifen unterbrochen. Oberhalb des Auges ist der Kopf konkav eingedellt. Auf beiden Kopfseiten, über der Oberlippe befindet sich oft ein kleiner, dunkler Fleck. Männliche Tiere sind während des Sommers dunkler, die gelben senkrechten Streifen treten nur im Winter auf. Die Seitenlinienorgan ist vollständig und etwas nach oben gewölbt. Unterscheidet sich von anderen Brandungsbarschen durch die großen Schuppen und die drei Flossenstachel in der Afterflosse. Die paarigen Flossen sind farblos, die Afterflosse normalerweise auch, zeigen aber manchmal vorn einen gelben Fleck, Rücken- und Schwanzflosse sind dunkel.

## Lebensweise
Während der Fortpflanzungszeit sind die Begattungsorgane (Brandungsbarsche haben eine innere Befruchtung) der Männchen auf beiden Seiten der Afterflosse deutlich zu sehen. Die Paarung findet vor allem im Sommer statt, die Männchen sind dann oft ganz schwarz. Die Jungfische werden im folgenden Frühling oder Sommer geboren. Weibchen von 15 cm Länge können 20 Jungfische gebären, die bei der Geburt etwa 3,8 cm lang sind.
Cymatogaster aggregata ernährt sich von kleinen Krebstieren, Weichtieren und Algen, die Larven und Jungfische von Copepoden.